# کلگه چویل
کلگه چویل، روستایی در دهستان صیدون جنوبی بخش علا شهرستان صیدون در استان خوزستان ایران است.

## جمعیت
بر پایه سرشماری عمومی نفوس و مسکن در سال ۱۳۹۵، جمعیت این روستا برابر با ۶۳ نفر (۱۴ خانوار) بوده‌است.